# Edmund Rehwinkel
Edmund Rehwinkel (* 28. Januar 1899 in Westercelle; † 2. Februar 1977 in Celle) war ein niedersächsischer Landwirtschaftspolitiker und deutscher Bauernfunktionär.

## Leben und Beruf
Nach dem Militärdienst im Ersten Weltkrieg wurde er Verwalter der Domäne Franzenburg bei Cuxhaven. Später übernahm er den elterlichen Betrieb. Nach neuerlichem Militärdienst ab 1939 wurde er 1945 Bauernvorsteher und kurze Zeit später Landrat seines Heimatlandkreises Celle. Von 1947 bis 1971 war er Präsident des Niedersächsischen Landvolks. Als solcher organisierte er 1951 den ersten deutschen Milchstreik. Bei der Gründung des Deutschen Bauernverbandes 1948 wurde er dessen erster Vizepräsident. Von 1954 bis 1959 gehörte er einem dreiköpfigen geschäftsführenden Präsidentenkollegium an, um dann bis 1969 das Amt des Präsidenten des Deutschen Bauernverbandes zu bekleiden. Er war damit auch Vorsitzender des Verwaltungsrates der Landwirtschaftlichen Rentenbank. Rehwinkel hatte maßgeblichen Einfluss auf die Agrarpolitik seiner Zeit. Sein Nachfolger war Constantin Heereman von Zuydtwyck.
Neben seiner politischen Tätigkeit war er auch als Verfasser von Gedichten bekannt. In seinem Prosastück „Die Schachpartie“ hat Heinz Erhardt Rehwinkel verewigt.

## Stiftung
1974 richtete die Landwirtschaftliche Rentenbank zur Würdigung Edmund Rehwinkels eine Stiftung zur Förderung agrarwissenschaftlicher Forschung ein. Die Edmund Rehwinkel-Stiftung wurde am 12. Dezember 2007 in eine rechtlich eigenständige Stiftung bürgerlichen Rechts überführt.